# قنافذ، حماة
قنافذ (به عربی: قنافذ) یک روستا در سوریه است که در ناحیه صبوره واقع شده‌است. قنافذ ۵۵۰ نفر جمعیت دارد.